# Phronia terrea
Phronia terrea är en tvåvingeart som beskrevs av Gagne 1975. Phronia terrea ingår i släktet Phronia och familjen svampmyggor.
Artens utbredningsområde är British Columbia. Inga underarter finns listade i Catalogue of Life.